# Paul von Bartenwerffer
Paul Gustav Richard Michael von Bartenwerffer (* 29. September 1867 in Berlin; † 18. September 1928 ebenda) war ein preußischer Generalmajor im Ersten Weltkrieg.

## Leben

### Herkunft
Paul war das älteste von fünf Kindern des preußischen Generals der Infanterie Conrad von Bartenwerffer (1835–1919) und dessen Ehefrau Marie, geborene Kleffel (1846–1926). Sein Vater war am 25. April 1885 durch Kaiser Wilhelm I. in den erblichen preußischen Adelsstand erhoben worden. Der spätere Reichstagsabgeordnete Gustav von Bartenwerffer (1872–1947) war sein jüngerer Bruder.

### Militärkarriere
Nach dem Besuch des Wilhelms-Gymnasiums in Königsberg trat Bartenwerffer am 16. März 1885 in das Grenadier-Regiment „Kronprinz“ (1. Ostpreußisches) Nr. 1 der Preußischen Armee ein und avancierte bis Mitte September 1886 zum Sekondeleutnant. Zwei Jahre später erfolgte seine Versetzung in das 3. Hannoversche Infanterie-Regiment Nr. 79 nach Hildesheim. Für drei Jahre absolvierte Bartenwerffer zur weiteren Ausbildung ab Oktober 1891 die Kriegsakademie in Berlin und stieg am 14. September 1893 zum Premierleutnant auf. Am 1. April 1895 wurde er auf ein Jahr zur Dienstleistung beim Großen Generalstab kommandiert. Dieses Kommando verlängerte sich zweimal, bis er schließlich am 22. März 1898 unter Überweisung zum Großen Generalstab in den Generalstab der Armee versetzt wurde. Unter Belassung in seinem Kommando rückte Bartenwerffer Mitte September 1898 zum überzähligen Hauptmann auf und wurde Ende November 1898 in eine etatmäßige Stelle einrangiert. Ab Ende März 1899 folgten Verwendungen im Generalstab des XV. Armee-Korps und der 30. Division. Mit der Ernennung zum Chef der 1. Kompanie im 8. Lothringischen Infanterie-Regiment Nr. 159 trat Bartenwerffer am 17. Mai 1902 in den Truppendienst zurück. Unter Überweisung zum Generalstab der 36. Division wurde er am 27. Januar 1904 in den Generalstab der Armee und Ende Juli des Jahres wieder in den Großen Generalstab versetzt. Dort am 18. Juli 1905 zum Major befördert, wurde Bartenwerffer am 11. September mit Wirkung zum 1. Oktober 1907 zum Generalstab des XI. Armee-Korps nach Kassel versetzt. Am 20. April 1910 folgte seine Ernennung zum Kommandeur des II. Bataillons im 1. Garde-Regiment zu Fuß. In dieser Stellung am 22. April 1912 zum Oberstleutnant befördert, wurde er am 13. September mit Wirkung zum 1. Oktober 1912 unter Versetzung in den Generalstab der Armee zum Abteilungsleiter im Großen Generalstab ernannt. Hier erfolgte am 22. April 1914 seine Beförderung zum Oberst. Mit der Ausbruch des Ersten Weltkriegs und der Mobilmachung ernannte man ihn am 2. August 1914 zum Chef des Stabes des neu aufgestellten Garde-Reserve-Korps. Diese Funktion hatte er bis zum 10. Februar 1915 inne. Vom Frühjahr 1916 bis Oktober 1918 war er Chef der politischen Abteilung beim Chef des Generalstabs des Feldheeres. In dieser Stellung wurde er am 16. September 1917 zum Generalmajor befördert und am 24. März 1918 mit dem Roten Adlerorden II. Klasse mit Eichenlaub und Schwertern ausgezeichnet.
Darüber hinaus wurde ihm ein Ehrendoktortitel verliehen.

### Familie
Bartenwerffer lebte zuletzt in Potsdam. Er starb 1928 wenige Tage vor seinem 61. Geburtstag in der Berliner Charité.
Bartenwerffer hatte sich am 8. Oktober 1895 in Hildesheim mit Emilia Niemann (1872–1941) verheiratet. Aus der Ehe ging der Sohn Helmuth (1897–1975) hervor.